# محمد العبيدي
محمد العبيدي (30 نوفمبر 1985) هو لاعب كرة قدم يمني دولي ، يجيد اللعب في مركز الهجوم.
لعب سابقاً مع نادي شباب البيضاء ونادي شعب إب ونادي وحدة صنعاء .